# 安妮·赫格特韦特
安妮·赫格特韦特（英語：Anne Heggtveit，1939年1月11日—），加拿大女子高山滑雪运动员。她曾代表加拿大参加1956年和1960年冬季奥林匹克运动会高山滑雪比赛，获得一枚金牌。